# سورهان
سورهان هي بلدة في مقاطعة كاسان في ولاية قشقداريا في أوزبكستان.